# Rue Alasseur
La rue Alasseur est une voie du 15e arrondissement de Paris, en France.

## Situation et accès
La rue Alasseur est une voie publique située dans le 15e arrondissement de Paris. Elle débute au 17, rue Dupleix et se termine au 14, avenue de Champaubert.
Le quartier est desservi par les lignes 6, 8 et 10 à la station La Motte-Picquet - Grenelle.

## Origine du nom

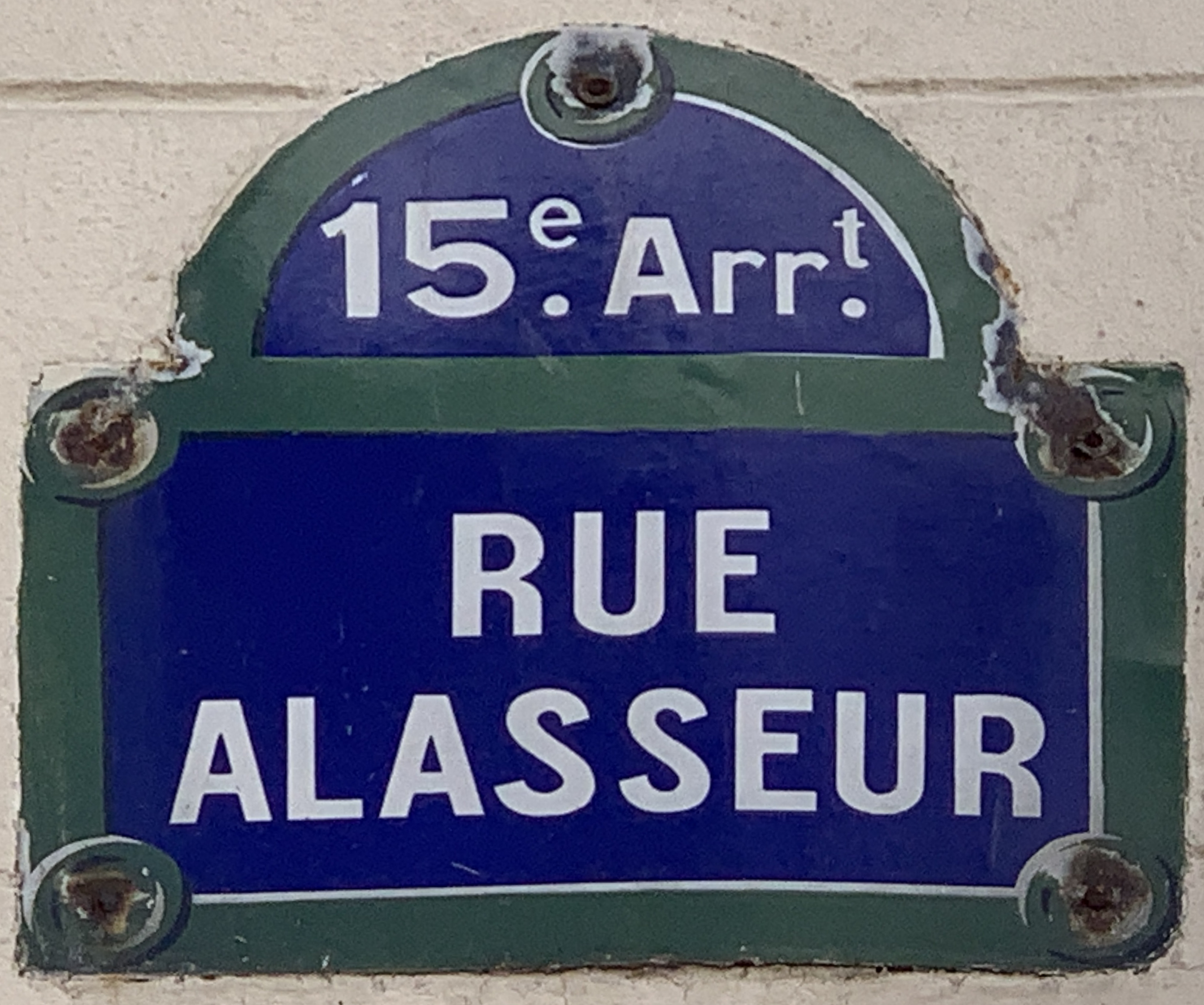
Plaque de la rue.

Cette voie fut nommée d'après monsieur Alasseur, propriétaire du terrain sur lequel elle fut ouverte.

## Historique
La rue qui a été créée sous sa dénomination actuelle en 1889 se terminait alors en impasse.

## Bâtiments remarquables et lieux de mémoire

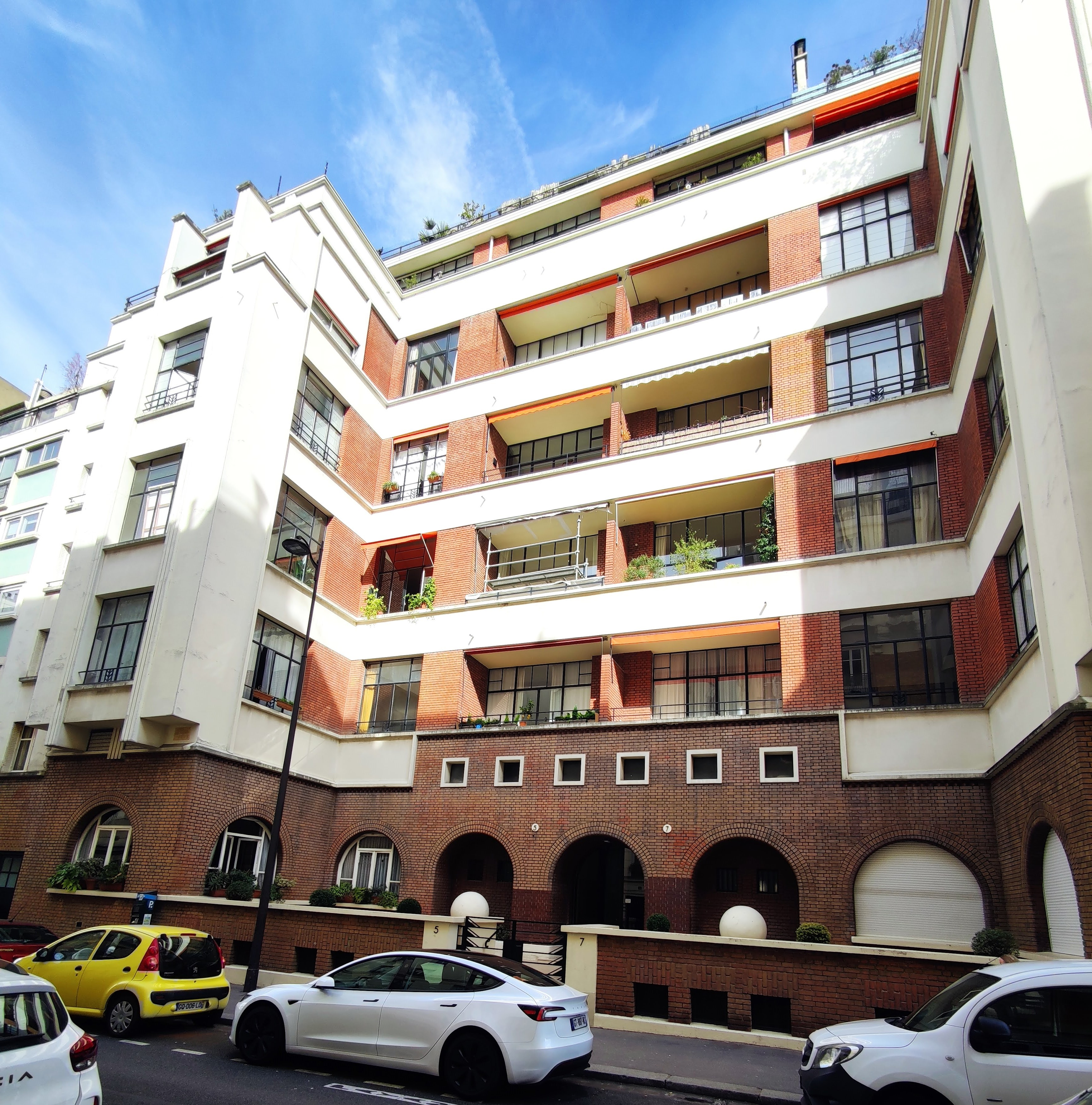
Nos 5-7.

- Nos 5-7 : immeuble de style Art déco construit en 1928-1930 par les architectes Joannès Chollet et Jean-Baptiste Mathon[3].